# Nordiska förlaget
Nordiska förlaget var ett nynazistiskt bokförlag, närstående Nordiska förbundet.
Förlaget saluförde titlar av författare som Kevin B. MacDonald, Jonas De Geer, Are Waerland, Lars Adelskogh, David Duke och Corneliu Codreanu.  Såväl den nynazistiska tidningen Folkets Nyheter som det nationalistiska "livsstilsmagasinet" Nordisk Frihet gavs ut av förlaget.
Enligt Expo är förlaget Skandinaviens i särklass största distributör av "vit makt-musik", högerextrem propaganda och litteratur.
Förlaget uppmärksammades bland annat 2004 när Antifascistisk Aktions dokumentationsgrupp via dataintrång kom över en del av deras kundlista och 2005 när Linköpings hockeyklubb tog in förlaget som en av sina annonsörer. När klubben uppmärksammades på vad förlaget stod för tog den genast bort förlagets annonser.[källa behövs]
Förlaget förekom även i media 2008 när Expo avslöjade att lokalpolitiker tillhörande Sverigedemokraterna köpt böcker från förlaget.